# Encholirium gracile
Encholirium gracile é uma espécie de planta do gênero Encholirium e da família Bromeliaceae. 
Encholirium gracile compartilha vários caracteres com Encholirium horridum. Ambas apresentam sementes lineares com alas longo-caudadas, sendo que esta característica é exclusiva para estes dois táxons em Encholirium. Também, o aspecto geral das flores e a morfologia das brácteas florais são muito semelhantes. Além das similaridades morfológicas, estas espécies ocorrem simpatricamente em diversos afloramentos no Espírito Santo e Minas Gerais, o que pode levar a identificações errôneas, principalmente, quando examinados apenas fragmentos de materiais herborizados.
É possível que E. gracile seja um extremo da variação observada em E. horridum, porém estudos adicionais são necessários, especialmente nas populações localizadas nos inselbergues do norte do Espirito Santo.  

## Taxonomia
A espécie foi descrita em 1968 por Lyman Bradford Smith. 

## Forma de vida
É uma espécie rupícola e herbácea. 

## Descrição
| Caule                        | Caule                              |
| ---------------------------- | ---------------------------------- |
| rizoma                       | evidente                           |
| Folha                        |                                    |
| indumento face abaxial       | denso lepidota                     |
| indumento face adaxial       | denso lepidota                     |
| posição da lâmina            | secunda                            |
| tamanho do acúleo            | menor que largura da lâmina foliar |
| Inflorescência               |                                    |
| bráctea mediana do pedúnculo | menor que entrenó                  |
| inflorescência               | simples/composta                   |
| tamanho da bráctea floral    | maior que o pedicelo               |
| Flor                         |                                    |
| pedicelo                     | presente                           |
| cor da pétala                | amarela                            |
| forma da pétala              | oval                               |
| posição pétala na antese     | parcialmente sobreposta            |
| posição dos estame na antese | exserto                            |
| posição do estigma na antese | exserto                            |
| Semente                      |                                    |
| forma                        | longo caudada                      |

## Conservação
A espécie faz parte da Lista Vermelha das espécies ameaçadas do estado do Espírito Santo, no sudeste do Brasil. A lista foi publicada em 13 de junho de 2005 por intermédio do decreto estadual nº 1.499-R. 

## Distribuição
A espécie é encontrada nos estados brasileiros de Espírito Santo e Minas Gerais. 
A espécie é encontrada no domínio fitogeográfico de Mata Atlântica, em regiões com vegetação de vegetação sobre afloramentos rochosos.